# Giuditta che decapita Oloferne (Pietro Novelli)
La Giuditta che decapita Oloferne è un dipinto olio su tela (241×167 cm) di Pietro Novelli databile al 1637 circa e conservato nel Museo nazionale di Capodimonte a Napoli.

## Storia e descrizione
Non si hanno informazioni circa la provenienza e la committenza dell'opera, né tantomeno quando il pittore l'abbia eseguita, se a Palermo, a Napoli o a Roma.
Gli scenari possibili sono infatti tre. Il primo vede l'esecuzione stesso a Napoli della tela, poi confluita nella collezione Borbone per lasciti o acquisizione. Il secondo vede la tela eseguita a Palermo e poi successivamente portata a Napoli da re Ferdinando IV durante il suo rientro nel 1800 per la restaurazione borbonica post Repubblica napoletana instauratasi l'anno prima. Il terzo scenario vede l'opera realizzata durante il periodo romano del Novelli, poi portata a Napoli nell'Ottocento dall'emissario Domenico Venuti che per conto del re si occupò di rinvenire le opere già sottratte dai francesi durante la Repubblica del 1799 nonché opere nuove del mercato locale, tra cui proprio questa Giuditta.
La prima volta in cui l'opera viene menzionata con assoluta certezze avviene solo nel 1802, quando è esposta nel palazzo di Francavilla a Napoli, luogo dov'erano conservate proprio le opere facenti parte delle ultime due casistiche sopra descritte. Assieme a questa tela viene fatta menzione anche dell'altro dipinto del Novelli oggi a Capodimonte, ossia della Trinità, pertanto appare la più plausibile l'ultima ipotesi tra quelle al vaglio, anche se non sono da escludere le altre.
Dalle analisi stilistiche del dipinto la critica ritiene che questa, in perfetta sintonia con lo stile di Jusepe de Ribera del quarto decennio del secolo, può essere assegnata intorno alla seconda metà degli anni' 30, quando il pittore è tornato a Palermo dopo il breve soggiorno napoletano del 1631-1632. In particolare l'ancella, i putti e tutta l'imposizione generale della scena rimandano alla maniera vandyckiana con cui lo spagnolo eseguì nel 1637 la Pietà per la certosa di San Martino a Napoli.
L'opera fa parte di quel gruppo di tele avente questo soggetto che ebbe particolarmente successo nei collezionisti privati del Seicento a Roma, sulla scia della Giuditta di Caravaggio e che poi continuarono con Artemisia Gentileschi fino alla versione napoletana del 1653 di Mattia Preti. 
Nella seconda metà del Novecento la tela del Novelli viene condotta nel Palazzo Reale di Napoli, dove rimane per gran parte del tempo fino alla metà degli anni '90, quando viene definitivamente spostata nel Museo di Capodimonte, prima confinata nei depositi e poi stabilmente nelle sale espositive.

## Galleria d'immagini

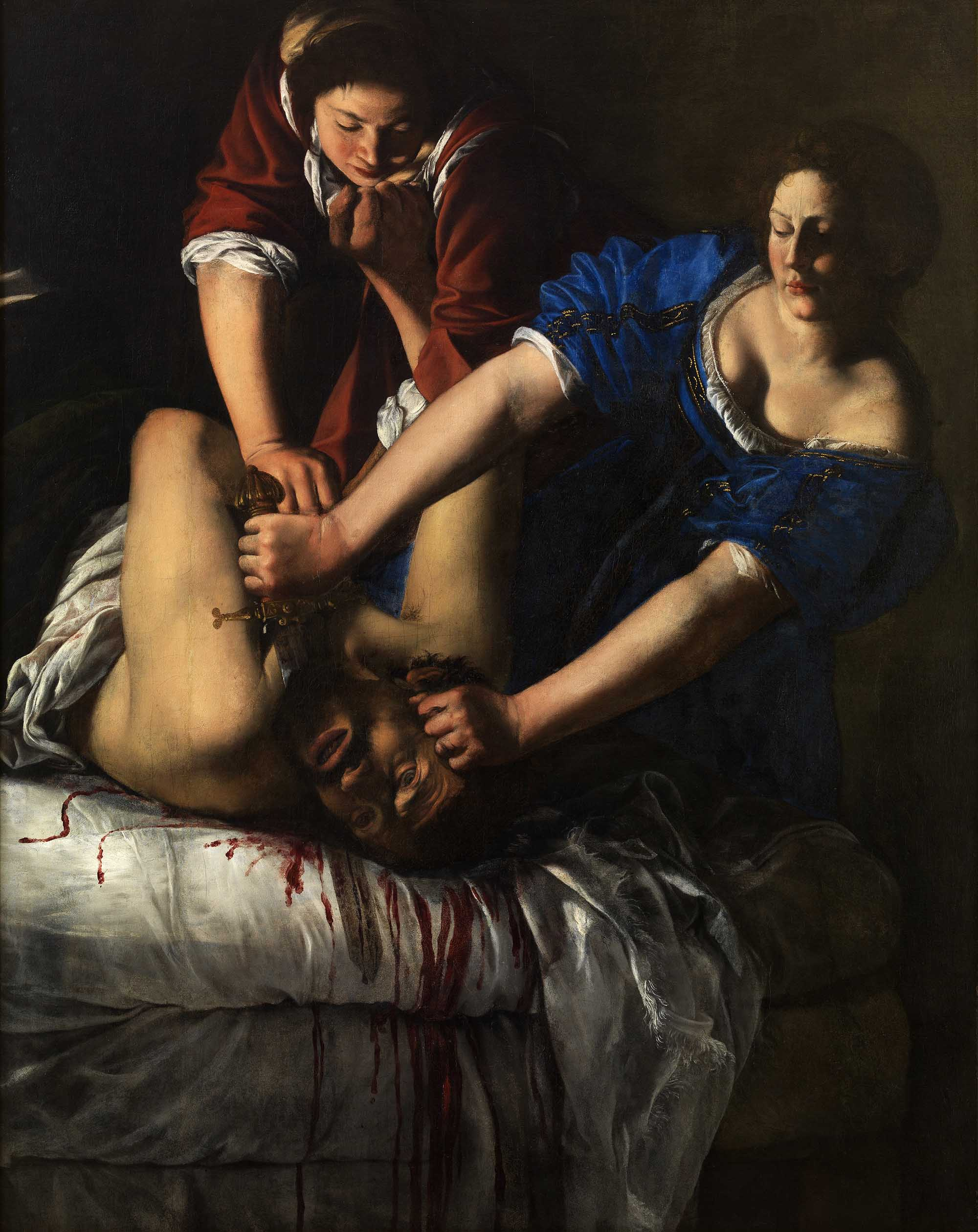
Giuditta che decapita Oloferne (1610 ca.), Artemisia Gentileschi
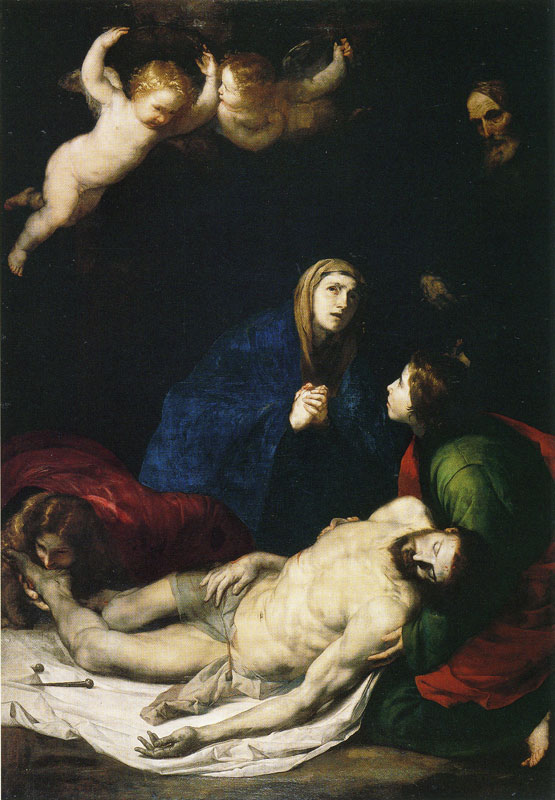
Pietà (1637), Jusepe de Ribera
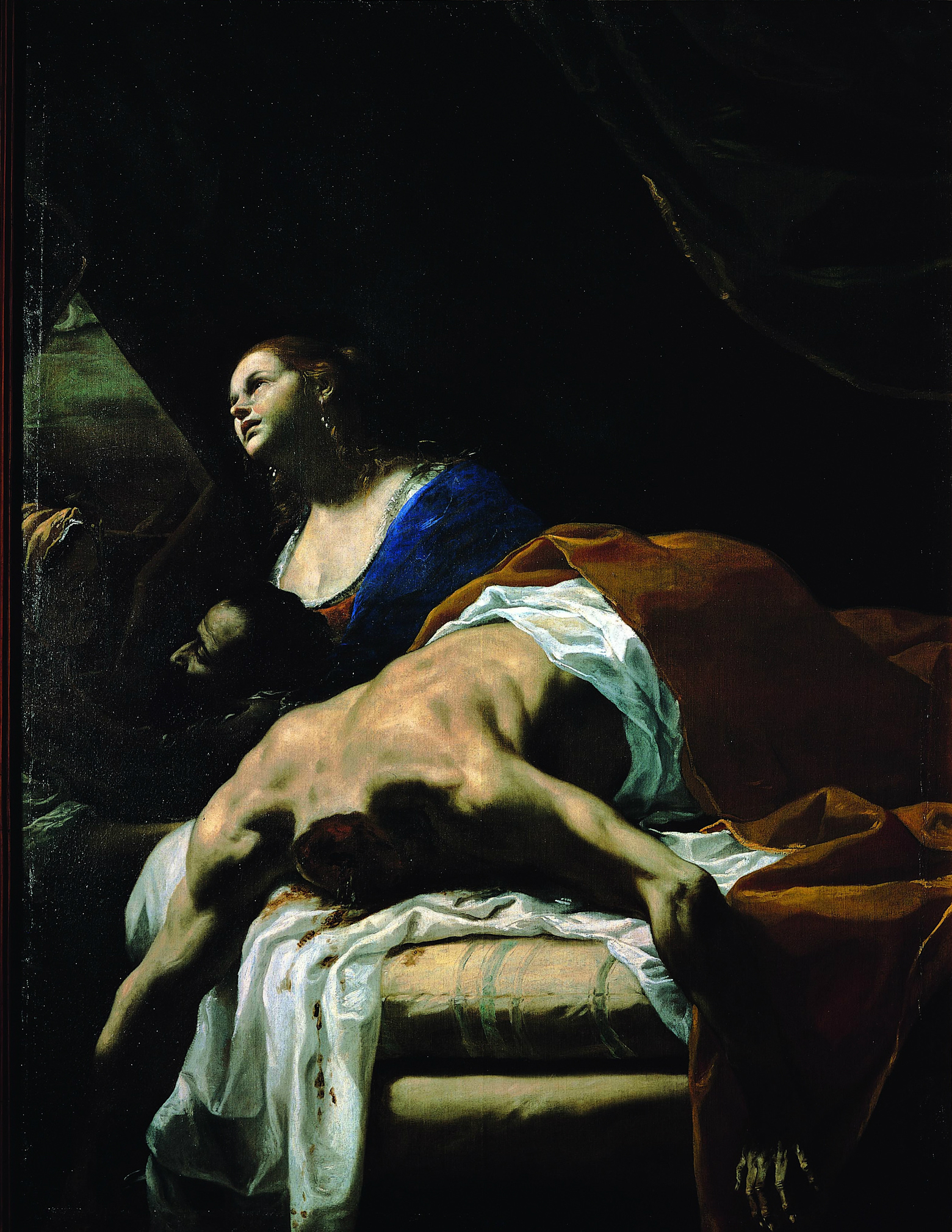
Giuditta e Oloferne (1653 ca.), Mattia Preti